# Represa de Paute
La represa de Paute se encuentra ubicada en el río Paute, a 115 kilómetros de Cuenca, Ecuador. Su objetivo es la generación hidroeléctrica. El dique de la represa forma el embalse Amaluza y sus aguas son utilizadas en la central hidroeléctrica Paute-Molino, la segunda más potente del país luego de Coca Codo Sinclair. Las aguas turbinadas de esta también son utilizadas para la generación eléctrica en la central Paute-Sopladora.
La represa de Paute es parte del complejo hidroeléctrico Paute Integral, que incluye además la represa Mazar y las centrales Mazar, Molino, Sopladora y Cardenillo, las tres primeras en funcionamiento y la cuarta en estudios. 

## Construcción
La Fase A de la Central Paute Molino fue construida entre 1976 y 1983 y la Fase C entre 1985 y 1991. La ejecución de las obras de esta central fue un proceso espectacular, por la magnitud de los movimientos de tierra, excavaciones, construcciones, utilización de tecnología, maquinaria y mano de obra nacional e internacional. El mayor volumen de las obras fue en la Fase A y B que comprendieron la construcción de un complejo sistema de túneles (desvío, acceso a casa de máquinas, carga, desagüe, túneles verticales para ascensores al patio de maniobras y chimenea de equilibrio). 
La casa de máquinas, excavada dentro de una montaña, tuvo inicialmente 123 m de largo por 42 m de alto y 23 m de ancho, para la instalación de cinco turbinas de generación, en las primeras fases A y B; en la fase C se ampliaron otras 5 turbinas.
El Proyecto hidroeléctrico Paute fue concebido por el Ingeniero Daniel Palacios Izquierdo, visionario profesional en cuyo honor lleva su nombre la presa de Amaluza que permite la regulación y conducción de las aguas para la Central Molino. El Ingeniero Palacios como Superintendente de Campo de la Compañía Inglesa Shell, tenía bajo su control los estudios Geofísicos y Geológicos, y su centro de operaciones era el oriente ecuatoriano, posteriormente, como funcionario del Centro de Reconversión Económica del Azuay Cañar y Morona Santiago CREA; durante sus recorridos descubrió el accidente geográfico que por sus características consistía en un recurso aprovechable para la generación hidroeléctrica.
El río Paute portador de un gran caudal en el sitio denominado Cola de San Pablo, en corta distancia medida en línea recta, presenta una gran diferencia de niveles, haciéndose aprovechable esa energía potencial; esta condición favorable fue expuesta en su informe ante las autoridades superiores y de la provincia, sin embargo para esa época, esta idea no fue fácilmente entendida, resultaba una propuesta de una persona ilusa, por la magnitud de las obras de Ingeniería y sus costos.
Fue tanta la insistencia de este profesional, que el Directorio del CREA resolvió encargar a una empresa Americana la realización de los primeros estudios, luego de los que, al constatar que no era una concepción disparatada; en 1961 se realizan gestiones con INECEL de reciente creación, y para mayo de 1962, técnicos japoneses de la Electrical Power Co. luego del reconocimiento preliminar, confirman el recurso.
INECEL, encargado de la planificación y desarrollo de la electrificación, contrata los estudios de pre-factibilidad y factibilidad; para esos años el país contaba ya con recursos gracias a la exploración y explotación petrolera que se presentaba con grandes resultados. Bajo estas circunstancias el Gobierno Nacional lo definió como de ejecución prioritaria, por ser de beneficio para el desarrollo del país y se decía la mejor alternativa de “SEMBRAR EL PETRÓLEO” recurso NO RENOVABLE. Como señala el Plan Maestro de Electrificación, el objetivo de Paute y de otros proyectos de este género, está dirigido a la utilización preponderante de los recursos hídricos que permitan sustituir los recursos no renovables, por fuentes renovables en la generación de energía eléctrica. Ante la decisión tomada y considerando que para la época la demanda de energía era muy pequeña, de exigencia prácticamente doméstica, se presentaban tantas especulaciones entre ellas que se llegaría a exportar grandes cantidades de energía a los vecinos países de Colombia y Perú.
El Sistema Hidroeléctrico Paute con estos antecedentes, se definió como el aprovechamiento integral del recurso hídrico, mediante tres centrales: Molino, Mazar y Sopladora con la construcción de tres embalses: Amaluza, Mazar y Marcayacu (esta última en el diseño original), situados en serie, hablándose también en la época de otras instalaciones en cascada hasta el Cantón Méndez para una capacidad a ser instalada total alrededor de 2600MW.